# Sarati
Le sarati ([sɑˈɾɑtɪ]) sono un alfabeto artificiale ideato da J. R. R. Tolkien. Nell'immaginario tolkieniano sarebbero state ideate dall'elfo Rúmil. Le sarati diverranno con il tempo la base per un altro alfabeto, le tengwar, ideate successivamente da Fëanor.
Le sarati sono in assoluto il primo sistema di scrittura di Arda ideato nell'anno valiano 1179 della Prima Era.
Sarati letteralmente è il plurale della parola quenya sarat. Tuttavia Tolkien gli si riferisce spesso con il termine tengwar di Rúmil ove tengwar nella stessa lingua è il plurale della parola tengwa "lettera".
Le sarati sembrano essere nate da un miscuglio tra vari sistemi di scrittura, quali l'ebraico, il greco antico e le pitman shortand.

## Descrizione[2]
Il sarati può essere scritto in più direzioni, conseguenza del fatto che gli Eldar erano ambidestri. Così, anche se la maniera più frequente è verticalmente dall'alto verso il basso, con le colonne sia da destra verso sinistra che in modo opposto, appaiono anche testi scritti da sinistra a destra, da destra a sinistra, e anche testi bustrofedici. Veniva usata la mano sinistra quando si scrivesse da destra verso sinistra, la destra quando si scriveva in senso opposto.
I caratteri rappresentano un consonante, mentre le vocali sono rappresentate con diacritici (chiamati tehtar nella terminologia associata al Tengwar).
I segni delle vocali sono scritti, nella scrittura verticale, a sinistra se la vocale viene prima delle consonanti, a destra se dopo; sopra e sotto secondo lo stesso principio nella scrittura orizzontale. Secondo Tolkien le consonanti sono state considerate più salienti delle vocali e le vocali sono state considerate semplicemente modificatori. Quando si scrive Quenya, il segno per "a" viene normalmente omesso, in quanto è la vocale più comune in Quenya. Questo rende Sarati un alfasillabario con una vocale intrinseca di "a".

### Consonanti
Secondo la teoria principale del tempo le consonanti furono create come caratteri principali delle Sarati, mentre il ruolo delle vocali era secondario e venivano utilizzate per accentuare le consonanti. È importante notare che le consonanti, più che le vocali, appaiono in modo diverso in tutti i testi. Soltanto le forme di un certo numero di consonanti più rilevanti sono stabili, variando solo leggermente. Probabilmente le alterazioni delle forme possono essere attribuite per lo più al continuo lavoro di Tolkien per lo sviluppo dello script. Nella tabella sono riportati i caratteri delle consonanti con la pronuncia IPA:

### Vocali
Il ruolo delle vocali era quello di enfatizzare linguisticamente e, eventualmente, esteticamente, le consonanti dello script. Di conseguenza le vocali ricoprono il ruolo di diacritici, che possono essere pronunciate prima o dopo la consonante. Sebbene i diacritici delle vocali varino notevolmente meno frequentemente rispetto alle consonanti anch'esse subiranno cambiamenti negli anni. Sotto la tabella con i principali diacritici e la pronuncia sempre in IPA: